# Grand Prix Německa 2019
Grand Prix Německa 2019 (oficiálně Formula 1 Mercedes-Benz Großer Preis von Deutschland 2019) se jela na okruhu Hockenheimring v Hockenheimu v Německu dne 28. července 2019. Závod byl jedenáctým v pořadí v sezóně 2019 šampionátu Formule 1.

## Kvalifikace
| Poř.                       | No. | Jezdec             | Konstruktér               | Časy v kvalifikaci | Časy v kvalifikaci | Časy v kvalifikaci | Pořadí na startu |
| Poř.                       | No. | Jezdec             | Konstruktér               | Q1                 | Q2                 | Q3                 | Pořadí na startu |
| -------------------------- | --- | ------------------ | ------------------------- | ------------------ | ------------------ | ------------------ | ---------------- |
| 1                          | 44  | Lewis Hamilton     | Mercedes                  | 1:12.852           | 1:12.149           | 1:11.767           | 1                |
| 2                          | 33  | Max Verstappen     | Red Bull Racing-Honda     | 1:12.593           | 1:12.427           | 1:12.113           | 2                |
| 3                          | 77  | Valtteri Bottas    | Mercedes                  | 1:13.075           | 1:12.424           | 1:12.129           | 3                |
| 4                          | 10  | Pierre Gasly       | Red Bull Racing-Honda     | 1:12.991           | 1:12.385           | 1:12.522           | 4                |
| 5                          | 7   | Kimi Räikkönen     | Alfa Romeo Racing-Ferrari | 1:13.066           | 1:12.519           | 1:12.538           | 5                |
| 6                          | 8   | Romain Grosjean    | Haas-Ferrari              | 1:13.146           | 1:12.769           | 1:12.851           | 6                |
| 7                          | 55  | Carlos Sainz Jr.   | McLaren-Renault           | 1:13.221           | 1:12.632           | 1:12.897           | 7                |
| 8                          | 11  | Sergio Pérez       | Racing Point-BWT Mercedes | 1:13.194           | 1:12.776           | 1:13.065           | 8                |
| 9                          | 27  | Nico Hülkenberg    | Renault                   | 1:13.186           | 1:12.766           | 1:13.126           | 9                |
| 10                         | 16  | Charles Leclerc    | Ferrari                   | 1:12.229           | 1:12.344           | Bez času           | 10               |
| 11                         | 99  | Antonio Giovinazzi | Alfa Romeo Racing-Ferrari | 1:13.170           | 1:12.786           |                    | 11               |
| 12                         | 20  | Kevin Magnussen    | Haas-Ferrari              | 1:13.103           | 1:12.789           |                    | 12               |
| 13                         | 3   | Daniel Ricciardo   | Renault                   | 1:13.131           | 1:12.799           |                    | 13               |
| 14                         | 26  | Daniil Kvjat       | Scuderia Toro Rosso-Honda | 1:13.278           | 1:13.135           |                    | 14               |
| 15                         | 18  | Lance Stroll       | Racing Point-BWT Mercedes | 1:13.256           | 1:13.450           |                    | 15               |
| 16                         | 4   | Lando Norris       | McLaren-Renault           | 1:13.333           |                    |                    | 19               |
| 17                         | 23  | Alexander Albon    | Scuderia Toro Rosso-Honda | 1:13.461           |                    |                    | 16               |
| 18                         | 63  | George Russell     | Williams-Mercedes         | 1:14.721           |                    |                    | 17               |
| 19                         | 88  | Robert Kubica      | Williams-Mercedes         | 1:14.839           |                    |                    | 18               |
| 107% času vítěze: 1:31.498 |     |                    |                           |                    |                    |                    |                  |
| DNQ                        | 5   | Sebastian Vettel   | Ferrari                   | Bez času           |                    |                    | 20               |
| Zdroj:                     |     |                    |                           |                    |                    |                    |                  |

Poznámky
1. ↑  Lando Norris obdržel trest posunu o 5 míst vzad za neplánovanou výměnu převodovky.
2. ↑  Sebastian Vettel nezaznamenal čas, kterým by se kvalifikoval ve 107 % času vítěze. Start mu byl povolen sportovními komisaři.

## Závod
| Poř.                                                                             | No. | Jezdec             | Konstruktér               | Počet kol | Čas/Odstoupení | Pořadí na startu | Body |
| -------------------------------------------------------------------------------- | --- | ------------------ | ------------------------- | --------- | -------------- | ---------------- | ---- |
| 1                                                                                | 33  | Max Verstappen     | Red Bull Racing-Honda     | 64        | 1:44:31.275    | 2                | 26   |
| 2                                                                                | 5   | Sebastian Vettel   | Ferrari                   | 64        | +7.333         | 20               | 18   |
| 3                                                                                | 26  | Daniil Kvjat       | Scuderia Toro Rosso-Honda | 64        | +8.305         | 14               | 15   |
| 4                                                                                | 18  | Lance Stroll       | Racing Point-BWT Mercedes | 64        | +8.966         | 15               | 12   |
| 5                                                                                | 55  | Carlos Sainz Jr.   | McLaren-Renault           | 64        | +9.583         | 7                | 10   |
| 6                                                                                | 23  | Alexander Albon    | Scuderia Toro Rosso-Honda | 64        | +10.052        | 16               | 8    |
| 7                                                                                | 8   | Romain Grosjean    | Haas-Ferrari              | 64        | +16.838        | 6                | 6    |
| 8                                                                                | 20  | Kevin Magnussen    | Haas-Ferrari              | 64        | +18.765        | 12               | 4    |
| 9                                                                                | 44  | Lewis Hamilton     | Mercedes                  | 64        | +19.667        | 1                | 2    |
| 10                                                                               | 88  | Robert Kubica      | Williams-Mercedes         | 64        | +24.987        | 18               | 1    |
| 11                                                                               | 63  | George Russell     | Williams-Mercedes         | 64        | +26.404        | 17               |      |
| 12                                                                               | 7   | Kimi Räikkönen     | Alfa Romeo Racing-Ferrari | 64        | +42.214        | 5                |      |
| 13                                                                               | 99  | Antonio Giovinazzi | Alfa Romeo Racing-Ferrari | 64        | +43.849        | 11               |      |
| 14                                                                               | 10  | Pierre Gasly       | Red Bull Racing-Honda     | 61        | Kolize         | 4                |      |
| Ret                                                                              | 77  | Valtteri Bottas    | Mercedes                  | 56        | Nehoda         | 3                |      |
| Ret                                                                              | 27  | Nico Hülkenberg    | Renault                   | 39        | Nehoda         | 9                |      |
| Ret                                                                              | 16  | Charles Leclerc    | Ferrari                   | 27        | Nehoda         | 10               |      |
| Ret                                                                              | 4   | Lando Norris       | McLaren-Renault           | 25        | Ztráta výkonu  | 19               |      |
| Ret                                                                              | 3   | Daniel Ricciardo   | Renault                   | 13        | Výfuk          | 13               |      |
| Ret                                                                              | 11  | Sergio Pérez       | Racing Point-BWT Mercedes | 1         | Nehoda         | 8                |      |
| Nejrychlejší kolo: Max Verstappen (Red Bull Racing-Honda) – 1:16.645 (v kole 61) |     |                    |                           |           |                |                  |      |
| Zdroj:                                                                           |     |                    |                           |           |                |                  |      |

Poznámky
1. ↑  Max Verstappen získal jeden bod za zajetí nejrychlejšího kola.
2. 1 2  Kimi Räikkönen a Antonio Giovinazzi obdrželi trest přičtení 30 sekund k času v cíli za použití nepovolených řidičských pomůcek.
3. ↑  Pierre Gasly odstoupil ze závodu, ale byl klasifikován, protože odjel více než 90 % délky závodu.

## Průběžné pořadí po závodě
Pohár jezdců
|        | Pořadí | Jezdec           | Body |
| ------ | ------ | ---------------- | ---- |
|        | 1      | Lewis Hamilton   | 225  |
|        | 2      | Valtteri Bottas  | 184  |
|        | 3      | Max Verstappen   | 162  |
|        | 4      | Sebastian Vettel | 141  |
|        | 5      | Charles Leclerc  | 120  |
| Zdroj: |        |                  |      |

Pohár konstruktérů
|        | Pořadí | Konstruktér               | Body |
| ------ | ------ | ------------------------- | ---- |
|        | 1      | Mercedes                  | 409  |
|        | 2      | Ferrari                   | 261  |
|        | 3      | Red Bull Racing-Honda     | 217  |
|        | 4      | McLaren-Renault           | 70   |
| 3      | 5      | Scuderia Toro Rosso-Honda | 42   |
| Zdroj: |        |                           |      |